# Minab
Mīnāb (farsi میناب), localmente Minow, è la più importante e popolosa città dell'Hormozgan orientale, situata a sudest di Bandar Abbas all'imboccatura del Golfo Persico. È capoluogo dell'omonimo shahrestān di Minab, che include 13 divisioni amministrative maggiori (dehestan) e circa 360 villaggi (abadi). La popolazione della città era stimata, al 1997, in circa 45 000 abitanti (205 000 i residenti censiti nell'intera provincia). Vi si trovano i resti del castello di Hazareh (o di Bibi Minoo).
Mīnāb ha estati infuocate: “Quivi è grande caldo” scriveva Marco Polo, il quale visitò “Curmos” (nell'area di Mīnāb), due volte, rispettivamente nel 1272 e nel 1293.